# Thomas-Jörg Leuchert
Thomas-Jörg Leuchert (* 23. Juli 1954 in Frankenberg/Sa.; † 5. März 2013 in Rostock) war ein deutscher Politiker (Sozialdemokratische Partei Deutschlands). Er war von 1994 bis 2011 Landrat des Landkreises Bad Doberan und anschließend bis 2013 Landrat des Landkreises Rostock.

## Leben
Leuchert wuchs in Heiligendamm auf. Im Jahr 1973 legte er in Bad Doberan das Abitur ab. Im Jahr 1975 nahm er an der Universität Rostock ein Studium auf, das er als Diplomingenieur für Veterinärmedizin und Tierproduktion (FH) abschloss. Ab 1978 arbeitete er als leitender Ingenieur in einer staatlichen Tierarztpraxis.
Im Jahr 1983 wurde er Werkstattleiter in einem Büro für architekturbezogene Kunst. 1989 wurde er Kreissportlehrer beim Deutschen Turn- und Sportbund (DTSB).
Im Jahr 1989 gehörte Leuchert zu den Gründungsmitgliedern der Sozialdemokratischen Partei in der DDR in Bad Doberan. Nach der Wende wählte ihn der Runde Tisch am 2. April 1990 zum amtierenden Vorsitzenden des Rates des Kreises Bad Doberan. Ab Juni 1990 wurde er stellvertretender Landrat des Kreises. Nach der Kreisgebietsreform in Mecklenburg-Vorpommern 1994, bei der die Kreise Bad Doberan und Rostock-Land zusammengelegt wurden, wurde er vom Kreistag zum Landrat des Landkreises Bad Doberan gewählt. In den Jahren 2001 und 2008 wurde er per Direktwahl im Amt bestätigt. Ende September 2011 wurde er zum Landrat des im Zuge der Kreisgebietsreform Mecklenburg-Vorpommern 2011 neugebildeten Landkreises Rostock gewählt.
Mitte Februar 2013 erlitt Leuchert einen Herzinfarkt, an dessen Folgen er am 5. März 2013 verstarb.